# Праздника не будет (фильм)
«Праздника не будет» — итальянский художественный кинофильм, снятый в 1998 году. Режиссёр Марко Ризи. Сценарий: Никколо Амманити, Марко Ризи
Главные роли в фильме исполнили Макс Маццотта и Моника Беллуччи.

## Сюжет
Вы знаете, что Новый год — смертельно опасный праздник? За несколько часов до Нового года экстравагантные обитатели роскошного дома «Остров» уже готовы праздновать: ёлка сверкает, стол накрыт, стареющая графиня в объятьях молодого любовника, адвокат-мазохист достал свою любимую плетку, а свечи для торта удачно заменили динамитные шашки. Но разве в такую ночь можно обойтись без сюрпризов?
К ничего не подозревающим любителям пикантных забав уже подбирается шайка грабителей и безумная орда лихих футбольных фанатов. Они умеют развлекаться на всю катушку, и ничего, если полгорода взлетит на воздух, главное — встретить Новый год с огоньком!

## В ролях
| Актёр              | Роль              |
| ------------------ | ----------------- |
| Макс Маццотта      | "Рыбья кость"     |
| Моника Беллуччи    | Джулия Джованни   |
| Марко Джаллини     | Энцо ди Джироламо |
| Клаудио Сантамария | Кристиано Каруччи |
| Ива Заникки        | Джина Каруччи     |
| Пьеро Натоли       | Витторио Тродини  |
| Алессандро Абер    | абб. Ринальди     |
| Беппе Фиорелло     | Гаэтано Малакоцца |
| Людовика Модуньо   | Филомена          |
| Мария Монти        | Сцинтилла         |

## Награды
1998 — Фильм участвовал в кинофестивалях и получил приз «Золотой глобус» за лучшую женскую роль (Моника Белуччи).